# Teobromin
Teobromin, nekoč znan kot ksanteoza, je grenak alkaloid kakavovca s kemijsko formulo C7H8N4O2. Najdemo ga v čokoladi kot tudi v številnih drugih živilih, vključno z listi čajevca in kolinega oreha. Razvršča se kot ksantinski alkaloid, kar vključuje tudi podobni spojini teofilin in kofein. Spojine se razlikujejo v tem, da ima kofein dodatno metilno skupino.
Kljub svojemu imenu spojina ne vsebuje broma, temveč teobromin izvira iz Theobroma, imena rodu kakavovca. Iz gr. theo (»bog«) in broma (»hrana«), kar dobesedno pomeni »hrana bogov«. Obrazilo -in imajo alkaloidi in druge bazične dušik vsebujoče spojine.
Teobromin je rahlo vodotopen (330 mg/L) kristaliničen grenek prašek. Je bele barve ali brezbarven, toda komercialni vzorci lahko vlečejo na rumeno. Ima podoben, a manj izrazit učinek kot kofein na človeški živčni sistem, kar ga dela šibkejšega homologa. Teobromin je izomer teofilina in paraksantina. Kategoriziran je kot dimetilni ksantin.
Teobromin je bil odkrit leta 1841 v kakavovih zrnih, in sicer ga je odkril ruski kemik Aleksander Voskresenski. Sinteza teobromina iz ksantina je bila prvič zabeležena leta 1882, izvedel jo je Hermann Emil Fischer.